# عملس (اسم)
عملس هو اسم علم مذكر من أصل عربي، ومعناه هو الذئب الخبيث، والرجل القوي الشديد على السفر الجميل الصورة.

## وصلات خارجية
- موسوعة السلطان قابوس لأسماء العرب نسخة محفوظة 5 أبريل 2019 على موقع واي باك مشين.